# Kadhi Abdullah al-Hagri
Qadhi Abdullah al-Hajjri (1911-10 de abril de 1977) (em árabe: القاضي عبدالله الحجري) foi o primeiro-ministro da República Árabe do Iémen de 30 de dezembro de 1972 a 10 de abril de 1974. Ele foi nomeado pelo presidente Abdul Rahman al-Iryani.
Ele foi assassinado em Londres em 10 de abril de 1977, juntamente com sua esposa Fatmiah e o ministro plenipotenciário da embaixada do Iémen do Norte. Os três foram baleados no carro, do lado de fora do Royal Lancaster Hotel, perto de Hyde Park. O assassino de Hajri nunca foi identificado, embora uma reportagem de um jornal palestino tenha nomeado um dos sequestradores do voo 181 da Lufthansa como sendo procurado em conexão com o assassinato.